# Kitzingen
Kitzingen – miasto powiatowe w Niemczech, w kraju związkowym Bawaria, w rejencji Dolna Frankonia, w regionie Würzburg, siedziba powiatu Kitzingen, oraz wspólnoty administracyjnej Kitzingen, do której miasto jednak nie należy. Leży nad Menem, przy drodze B8 i linii kolejowej Monachium – Norymberga – Würzburg.
Zamieszkuje je około 20 839 mieszkańców (31 grudnia 2011). Najbliżej położone duże miasta: Norymberga – ok. 100 km na południowy wschód, Frankfurt nad Menem – ok. 120 km na północny zachód i Lipsk – ok. 250 km na północny wschód. Nie zostało zburzone podczas II wojny światowej.
5 lipca i 7 sierpnia 2015 roku w Kitzingen została odnotowana najwyższa temperatura na terenie Niemiec od czasu rozpoczęcia pomiarów w 1881 roku – wyniosła ona 40,3 °C.

## Dzielnice

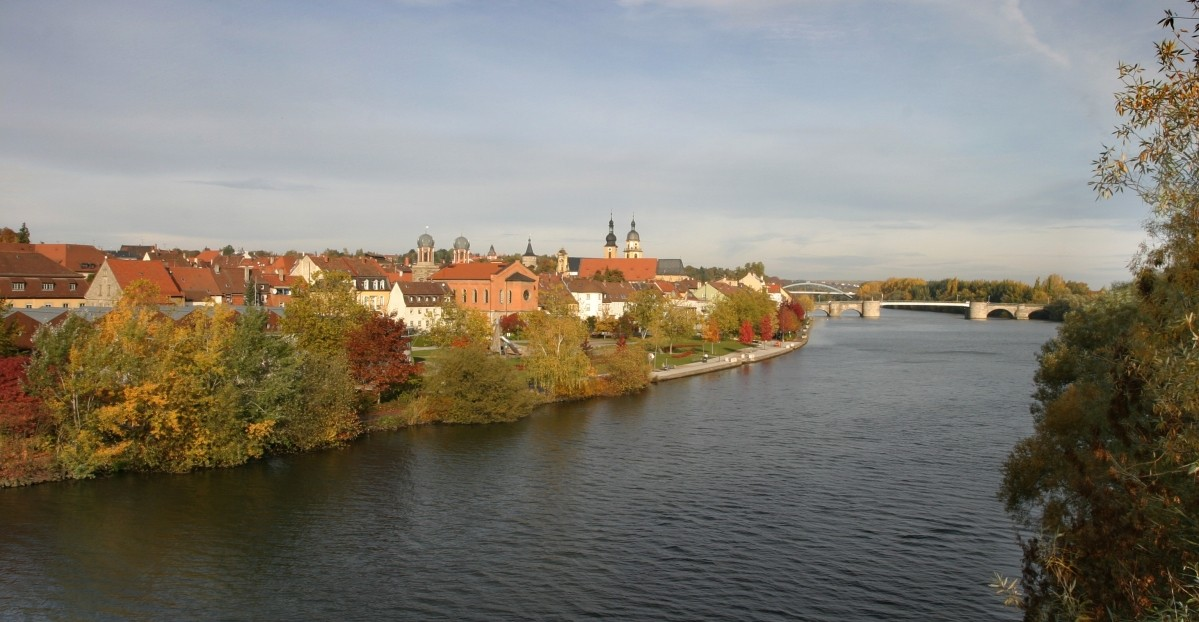
Widok na Stare Miasto

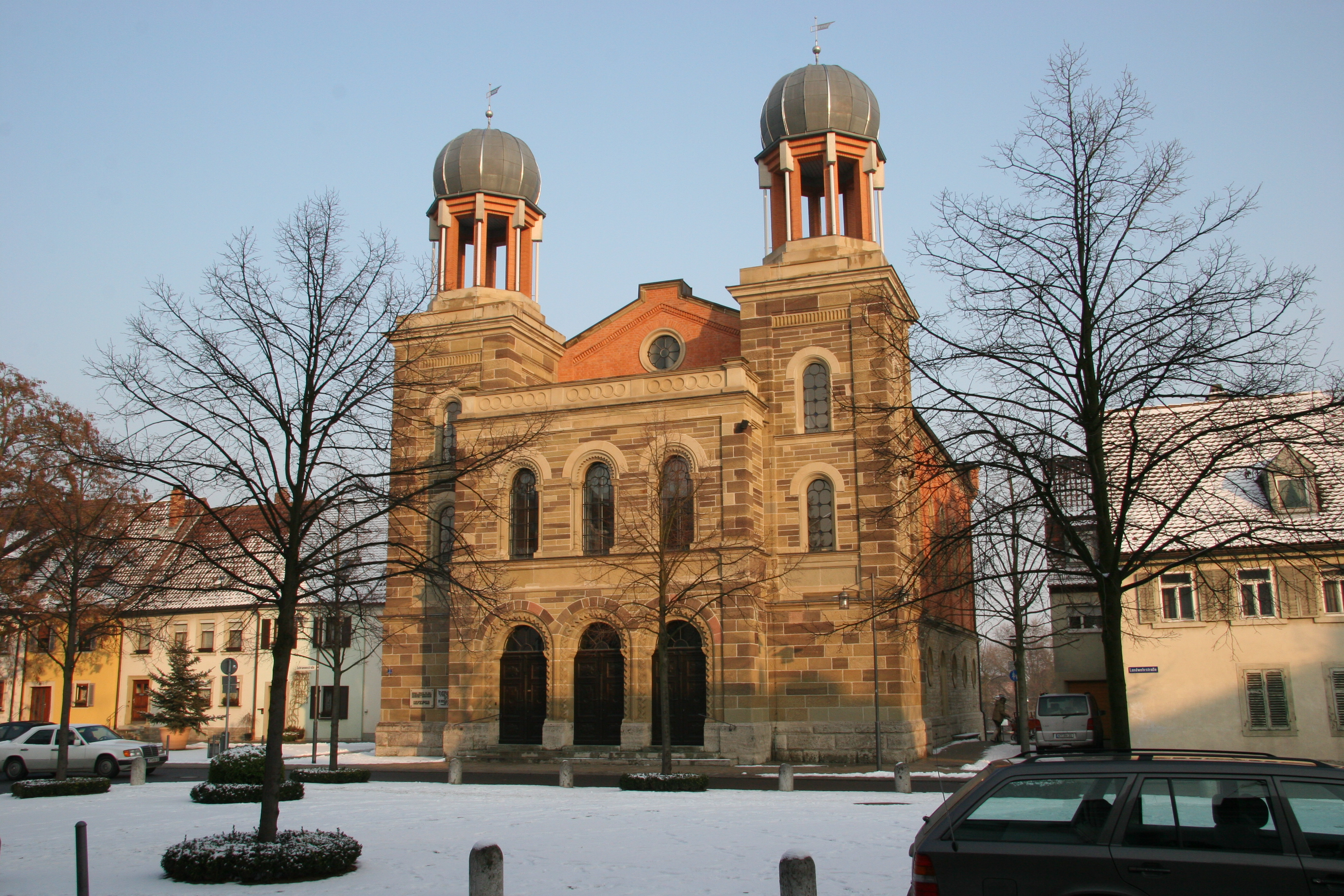
Synagoga

W skład miasta wchodzą następujące dzielnice: Kitzingen, Etwashausen, Siedlung, Sickershausen, Hoheim, Repperndorf, Hohenfeld.